# Kappacyzm
Kappacyzm – znany również jako kekanie, to rodzaj dyslalii, czyli zaburzenia mowy, polegający na nieprawidłowej realizacji głosek tylnojęzykowych zwartych, takich jak /k/ i /ki/. W praktyce objawia się to zastępowaniem tych głosek innymi dźwiękami, ich deformacją lub całkowitym pomijaniem w mowie
Wyróżnia się:
- kappacyzm właściwy - będący wynikiem zwarcia krtaniowego, którego rezultatem jest powstawanie brzmienia zbliżonego do k i ki
- parakappacyzm - polegający na zamianie głosek k i ki na t i ti (np. kura - tura, kino - tino)
- mogikappacyzm - dotyczy głosek tylnojęzykowych zwartych i polega na braku ich występowania w systemie fonetycznym chorego (np. kura - ura, kino - ino)